# Coulicou à bec noir
Coccyzus erythropthalmus
Espèce
Statut de conservation UICN

 LC  : Préoccupation mineure
Le Coulicou à bec noir (Coccyzus erythropthalmus) est une espèce d'oiseaux de la famille des Cuculidae.

## Répartition

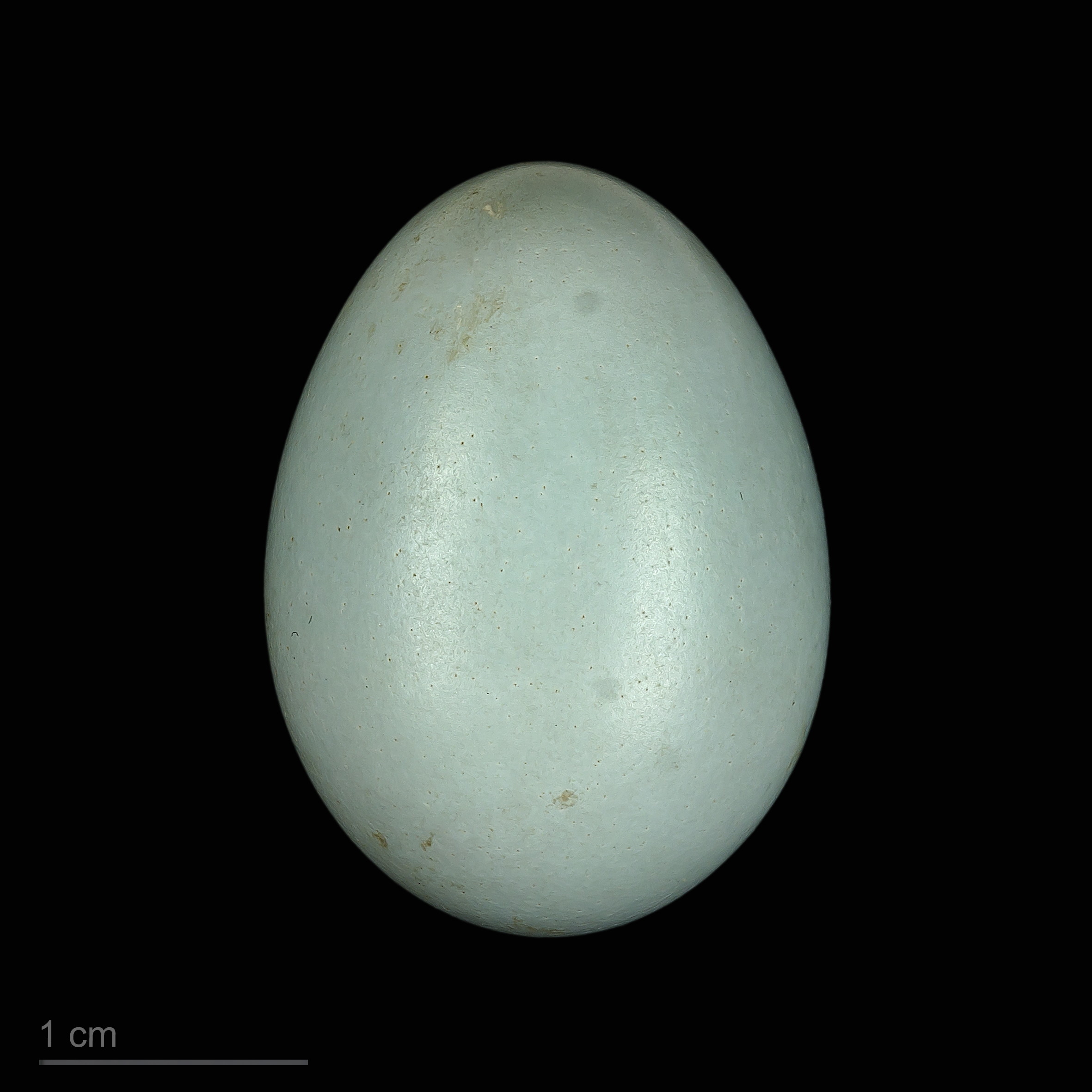
Œuf de Coccyzus erythropthalmus - Muséum de Toulouse

zone de nidification
voie migratoire
aire d'hivernage